# Pabay Mór
Pabay Mór är en ö i Storbritannien.   Den ligger i kommunen Yttre Hebriderna och riksdelen Skottland, i den nordvästra delen av landet, 800 km nordväst om huvudstaden London. Arean är 1,5 kvadratkilometer.
Terrängen på Pabay Mór är platt. Öns högsta punkt är 58 meter över havet. Den sträcker sig 2,0 kilometer i nord-sydlig riktning, och 1,3 kilometer i öst-västlig riktning.  Trakten runt Pabay Mór består i huvudsak av gräsmarker.